# Downton Abbey: A New Era
Downton Abbey: A New Era (Downton Abbey: una nova era) és una pel·lícula britànico-nord-americana de drama històric i seqüela de la pel·lícula de 2019 Downton Abbey. Ambdues pel·lícules van ser escrites per Julian Fellowes, creador i guionista de la sèrie de televisió homònima, sent la seqüela dirigida per Simon Curtis, en substitució de Michael Engler, que va dirigir la primera pel·lícula. La cinta va ser estrenada al Regne Unit el 29 d'abril del 2022 i als Estats Units el 20 de maig del 2022. Ha estat subtitulada al català.

## Repartiment
- Nathalie Baye.[5]
- Hugh Bonneville com a Robert Crawley, setè comte de Grantham.[6]
- Samantha Bond com a Lady Rosamund Painswick.[7]
- Laura Carmichael com a Edith Pelham, marquesa de Hexham.[6]
- Jim Carter com a Charles Carson.[6]
- Raquel Cassidy com a Phyllis Baxter.[8]
- Jonathan Coy como George Murray.
- Brendan Coyle com a John Bates.[9]
- Hugh Dancy.[5]
- Michelle Dockery com a Lady Mary Talbot.[6]
- Kevin Doyle com a Joseph Molesley.[7]
- Michael Fox com a Andy Parker.[7]
- Joanne Froggatt com a Anna Bates.[9]
- Rob James-Collier com a Thomas Barrow.[9]
- Harry Hadden-Paton com a Herbert "Bertie" Pelham.[7]

- Laura Haddock com a Myrna Dalgleish.[7]
- Allen Leech com a Tom Branson.[7]
- Phyllis Logan com a Elsie Carson.[9]
- Elizabeth McGovern com a Cora Crawley.
- Sophie McShera com a Daisy Mason.[7]
- Tuppence Middleton com a Lucy Branson (nee Smith).[7]
- Lesley Nicol com a Beryl Patmore.[7]
- Douglas Reith com a Lord Merton.[7]
- Maggie Smith com a Violet Crawley.[6]
- Imelda Staunton com a Lady Maud Bagshaw.[7]
- Dominic West.[5]
- Penelope Wilton com a Isobel Grey, Lady Merton.[7]

## Producció
Després del llançament de la primera pel·lícula el 2019, el creador Julian Fellowes i l'elenc van declarar que ja tenien idees sobre fer una seqüela. Al gener de 2020, es va informar que Fellowes hi començaria a treballar després que acabés d'escriure el guió de la sèrie dramàtica The Gilded Age. Al setembre de 2020, Jim Carter, qui interpreta Carson, va dir que s'havia escrit el guió de la seqüela, i al febrer de 2021, Hugh Bonneville, qui interpreta Robert, va declarar en una entrevista a la BBC Radio 2 que una vegada que l'elenc i l'equip tècnic havien estat vacunats contra COVID-19, es faria la pel·lícula.
El rodatge estava originalment programada per realitzar-se del 12 de juny al 12 d'agost de 2021, a Hampshire, Anglaterra, però la revista Deadline Hollywood va confirmar que la producció va començar a mitjans d'abril de 2021. El 16 de juliol de 2021, Elizabeth McGovern va anunciar via Instagram que havia completat la filmació. El 25 d'agost de 2021, es va anunciar que el títol de la pel·lícula seria «Downton Abbey: A New Era».